# Edward Andrade
Edward Neville da Costa Andrade, född 27 december 1887, död 6 juni 1971, var en brittisk fysiker.

## Biografi
Andrade blev filosofie doktor 1911 efter studier bland annat vid Cavendishlaboratoriet i Cambridge och i Heidelberg. Från 1928 var han innehavare av Quains professur i fysik vid Londons universitet. Andrade publicerade arbeten över matematiska och fysikaliska ämnen, särskilt rörande radioaktivitet, akustik och atomfysik, bland annat The structure of the atom (1923. 3:e upplagan 1927), The mechanism nature (1930, svensk översättning 1937) och The new chemistry (1936, svensk översättning 1939).